# 중산동 (고양시)
중산동(中山洞)은 경기도 고양시 일산동구에 있는 동이다.

## 지명
중산이란 명칭은 고봉산이 오래전부터 고양 지역의 역사와 행정의 중심지라서 붙여진 이름이며, 고양시 승격 전, 이 지역을 중면이라 부른데서 유래하였다.

## 개요
중산동은 2005년 5월 16일 일산구가 일산동구와 일산서구로 분리될 당시 지금의 일산2동의 일부 지역이 분동되어 생긴 행정구역으로 아파트와 빌라, 단독주택, 그리고 택지 개발이 이루어지고 있는 마을로 나뉜다. 중산동에는 중산마을, 소개울, 산들마을과 중산공원, 고봉산이 위치해 있다. 중산마을은 고봉산 자락에 들어선 아파트, 빌라, 단독주택 마을이다. 대부분은 아파트 지역이며 이곳에 학교, 병원, 공원, 상가가 중산마을에 들어서 있다. 초고층의 아파트가 없고 주변에 나무, 숲이 있어 주거환경이 매우 좋은 곳이다. 소개울 마을은 일산복음병원에서 원당, 서울 방향에 있는 마을로 본래 농촌 마을이었으나 현재 택지개발이 한창 이루어지고 있어 논과 밭, 산을 대신하여 수 천명이 거주하는 아파트 단지가 들어설 예정이다. 소개울 마을의 서쪽에 있는 산들마을은 최근에 만들어진 마을로 대부분이 고층의 아파트로 이루어져 있다. 일산 중산마을과 신도시 사이에 위치한 곳이며 주변에 여러 교통수단이 있어 편리한 여건을 가지고 있다. 중산근린공원 내에는 운동장, 산책로, 테니스장, 게이트볼장, 베드민턴장 등 6개 운동시설이 설치되어 있고, 특히 운동장은 잔디구장으로 조성되어 있으며 조깅 및 인라인 트랙이 설치되어 있어 명실상부한 생활체육과 휴식공간으로 자리 잡고 있다. 이 지역의 고봉산은 해발 208.6m의 고도로 고봉산 정상 부근에서 인근의 고양시, 강화도, 파주, 김포 지역을 모두 조망해 볼 수 있으며(참고로 고봉산에는 전망대가 없으며 고봉산 정상자체는 군사보호구역으로 민간인 출입이 제한된다.), 삼국시대 고구려의 달을성현이 있던 곳으로 많은 기록과 역사가 남겨져 있어 곳곳에 문화유산이 남아 있다.

## 법정동
- 중산동

## 교육
- 하늘초등학교
- 안곡초등학교
- 중산초등학교
- 고봉초등학교
- 일산초등학교
- 안곡중학교
- 중산중학교
- 연세대학교 천문대

## 아파트
| 단지명                         | 건설사                           | 시행사                                              | 주소                     | 입주        | 비고     |
| ------------------------------ | -------------------------------- | --------------------------------------------------- | ------------------------ | ----------- | -------- |
| 중산마을 11단지                | 현대산업개발                     | 현대산업개발                                        | 일산동구 탄중로 385      |             |          |
| 일산 센트럴 아이파크           | 현대산업개발                     | ㈜아이디앤플랜링                                    | 일산동구 중산로 70       | 2018년 5월  |          |
| 일산2차 아이파크               | 현대산업개발                     | ㈜에이치디씨민간임대주택제1호위탁관리부동산투자회사 |                          | 2019년 9월  |          |
| 중산마을 12단지                | 현대건설                         | 현대건설                                            | 일산동구 탄중로 403      | 1996년 5월  |          |
| 중산마을 3단지                 | 일신건영㈜                       | 일신건영㈜                                          | 일산동구 중산로 260      | 1995년 11월 |          |
| 중산마을 1단지                 | 두산건설                         | 두산건설                                            | 일산동구 고봉로 424      | 1995년 10월 |          |
| 중산마을 9단지                 | 두산건설 ㈜한성                  | 두산건설 ㈜한성                                     | 일산동구 탄중로 416      | 1996년 1월  |          |
| 중산마을 10단지                | 경남기업 ㈜동신                  | 경남기업 ㈜동신                                     | 일산동구 탄중로 430      | 1995년 3월  |          |
| 중산마을 8단지                 | 대우건설 삼성건설                | 대우건설 삼성건설                                   | 일산동구 탄중로 398      | 1995년 3월  |          |
| 중산마을 6단지                 | ㈜태영                           | ㈜태영                                              | 일산동구 탄중로 344      |             |          |
| 중산마을 5단지                 | 건영, 동부건설                   | 건영, 동부건설                                      | 일산동구 탄중로 343      |             |          |
| 산들마을 1단지                 | ㈜삼호                           | 대림산업                                            | 일산동구 중산로 160-10   | 2004년 1월  |          |
| 산들마을 2단지                 | 대림산업 삼정건설㈜              | 대림산업 삼정건설㈜                                 |                          | 2002년 9월  |          |
| 하늘마을 3단지                 | 남양건설                         | 대한주택공사                                        | 일산동구 하늘마을1로 105 | 2007년 6월  | 국민임대 |
| 하늘마을 4단지                 | 극동건설                         | 대한주택공사                                        | 일산동구 하늘마을1로 7   | 2007년 6월  | 국민임대 |
| 하늘마을 5단지 휴먼시아        | 신창건설㈜ 한진중공업㈜ 건설부문 | 대한주택공사                                        | 일산동구 하늘마을1로 25  | 2007년 8월  |          |
| 하늘마을 1단지                 | 남양건설                         | 대한주택공사                                        | 일산동구 중산로 101      | 2007년 10월 | 국민임대 |
| 하늘마을 2단지 휴먼시아        | 명지건설㈜ ㈜동원건설산업        | 대한주택공사                                        | 일산동구 하늘마을로 94   | 2007년 11월 |          |
| 센트럴 더포레구 하늘마을 6단지 | 계룡건설산업                     | 한국토지주택공사                                    |                          | 2010년 7월  |          |